# Польское Цибаево
По́льское Циба́ево — село в составе Бабеевского сельского поселения Темниковского района Республики Мордовия.

## География
Находится в верховьях реки Аксел примерно в 15 км к юго-востоку от города Темников (38 км по автодорогам).

## История
Известно с 1866 года.
В 1987 году в состав села включена деревня Вельмаево.

## Население
| 2002 | 2010 |
| ---- | ---- |
| 144  | ↘75  |

Национальный состав: мордва-мокша — 97 % (2002 год).